# 宇宙の大規模構造

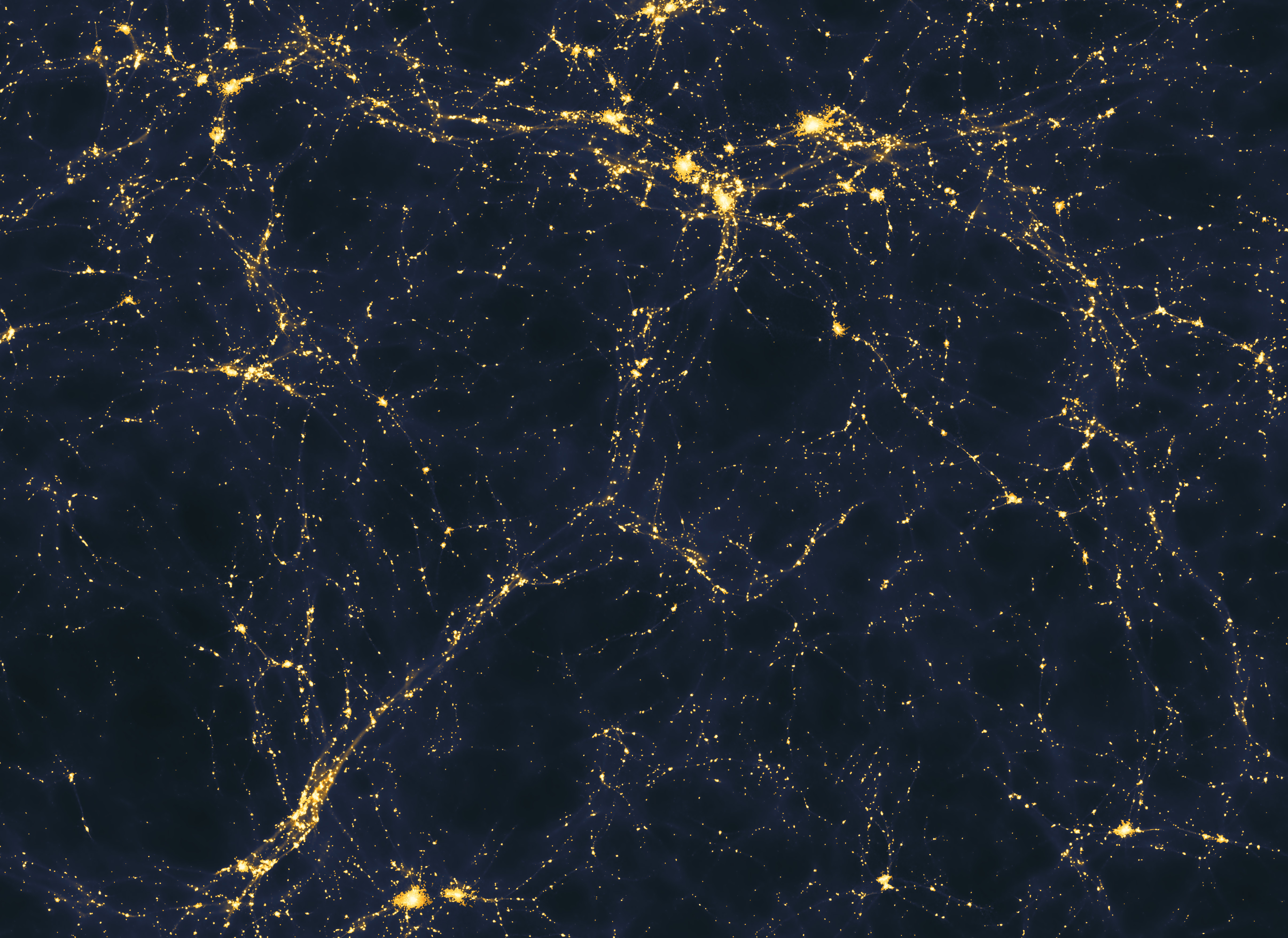
宇宙の大規模構造

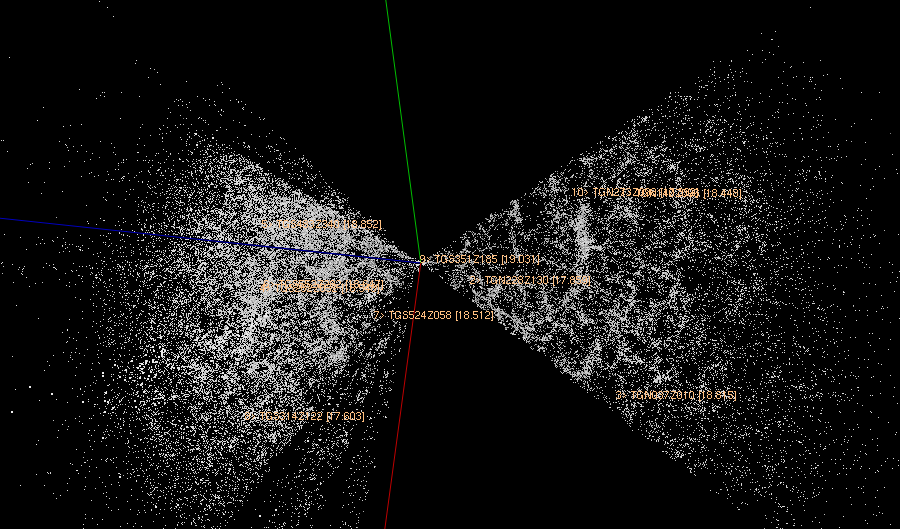
2dFサーベイの観測から描き出された宇宙地図

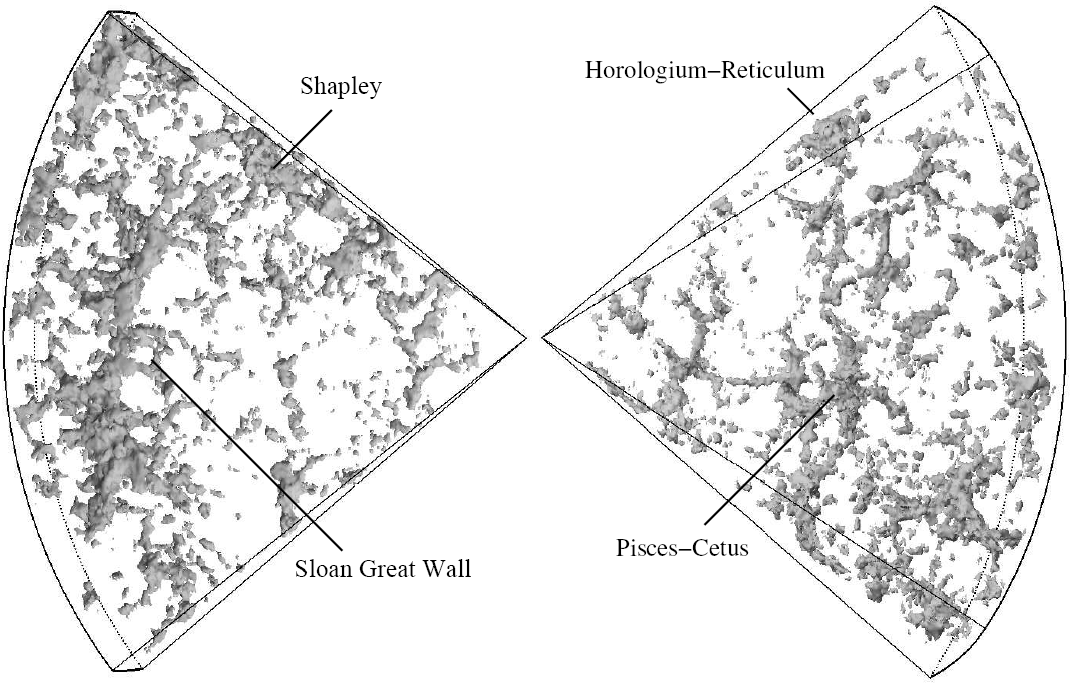
2dFサーベイのデータから作成された近傍領域宇宙地図

宇宙の大規模構造（うちゅうのだいきぼこうぞう、large‐scale structure of the cosmos）は、宇宙の中で銀河の分布が示す巨大な泡のような構造である。宇宙の泡構造と呼ばれることもある。

## 形状
銀河は数百から数千集まって銀河群、銀河団を形成している。この銀河群や銀河団が更に集まって超銀河団を形成しているが、この超銀河団は平面状の壁のような分布を示している。この巨大な壁をグレートウォールあるいは銀河フィラメントと呼ぶ。
1980年代になって、1枚の銀河フィラメントと他の銀河フィラメントとの間には光を発する天体がほとんど無い領域があることが明らかになった。これを超空洞（ボイド）と呼び、その直径は1億光年を超える。
宇宙の大規模構造は銀河フィラメントと超空洞が複雑に入り組んだ構造であるが、これはあたかも石鹸を泡立てたときにできる、幾重にも積み重なった泡のような構造である。つまり、泡の膜面たる銀河フィラメントには銀河が存在し、泡の中の空洞たる超空洞には銀河がほとんど存在しない。

## 観測
グレートウォールの発見をもたらした CfA赤方偏移サーベイ以降、観測技術の発展に伴ってより遠方の銀河をより大量に観測する大規模な銀河サーベイ観測が行なわれるようになっている。その代表例として、 スローン・デジタル・スカイサーベイ(SDSS)や2dF銀河赤方偏移サーベイなどがある。
なお、銀河までの距離をその赤方偏移のみに基づいて測ると、大規模構造が実際とはいくらか異なって観測されることがある。
例えば、銀河団の後ろにある銀河はその銀河団に向かって引き寄せられるため、多少（その銀河団が存在しない場合に比べて）青方偏移して見える。一方、銀河団の手前にある銀河は多少赤方偏移して見える。このような効果を補正せずに赤方偏移を使うと、銀河団の周囲に存在する銀河は実際よりも押しつぶされた分布をしているように見える。
銀河団内部にある銀河に対してはこれと逆の現象がおきる。銀河団内の銀河は銀河団中心に対してランダムな速度分散を持つため、各銀河の赤方偏移は銀河団自身の値を中心に広がりを持った分布になる。この赤方偏移を銀河までの距離として使うと、銀河団は視線方向に長く引き伸ばされて見える。これはまるで銀河分布が観測者（地球）の方向を指差しているようにも見えることから Finger of God 効果として知られている。

## 成因
宇宙の大規模構造は宇宙初期のゆらぎが重力不安定性によって成長してできたものだと考えられている。この構造を作っている銀河の相関関数の観測と数値シミュレーションとの比較から、現在のような構造を作るためには、宇宙の質量の大部分は冷たい暗黒物質からできている必要があると考えられている。
プラズマ宇宙論では、宇宙の大規模構造となる巨大なガスのかたまりが最初に生まれた、と考えられている。プラズマ宇宙論#宇宙構造体の成り立ちを参照されたい。